# Brandon Thomas
Brandon Thomas (ur. 24 grudnia 1848 w Liverpoolu, zm. 19 czerwca 1914 w Londynie) – angielski aktor, autor piosenek i sztuk scenicznych.

## Życiorys
Jego rodzicami byli księgarz Walter Thomas i jego żona Hannah Morris. Brandon Thomas pracował jako urzędnik, równocześnie występując w salonach, gdzie grał na pianinie i wykonywał zapisane przez siebie piosenki. W 1879 przyłączył się do grupy teatralnej Mr and Mrs Kedall, z którymi odbył tournée po Stanach Zjednoczonych. W 1892 jego sztuka, farsa Ciotka Karola została wystawiona przez Royalty Theatre w Londynie, gdzie była grana przez cztery lata.